# Meriones crassus
Meriones crassus је врста глодара из породице мишева и потпородице гербила (лат. Gerbillinae). 

## Распрострањење
Врста је присутна у Алжиру, Авганистану, Бахреину, Египту, Западној Сахари, Ираку, Ирану, Јордану, Кувајту, Либији, Мароку, Нигеру, Оману, Пакистану, Саудијској Арабији, Сирији, Судану, Тунису, Турској и Уједињеним Арапским Емиратима.

## Станиште
Врста Meriones crassus има станиште на копну.

## Угроженост
Ова врста није угрожена, и наведена је као последња брига јер има широко распрострањење.

### Популациони тренд
Популациони тренд је за ову врсту непознат.